# Vela ai Giochi della XXXI Olimpiade - RS:X femminile
Le gare di vela della classe RS:X femminile dei Giochi della XXXI Olimpiade si sono volte dall'8 al 14 agosto 2016 nella baia di Guanabara, con arrivo e partenza presso Marina da Glória.